# تنها میان طالبان
تنها میان طالبان مستندی ایرانی ساخته محسن اسلام زاده در سال ۱۳۹۴ است. این مستند در لیست فروش شرکت پخش فیلم اسپرسو در انگلستان قرار گرفته‌است.
به اعتقاد محسن یزدی مدیر مرکز مستند سوره، ساخت این مستند در ژانر مستند بحران یک اتفاق منحصر به فرد است.

## موضوع
این مستند یک روایت بی واسطه در مورد نگرش طالبان به مسائل مختلفی از جمله سیاست، مذهب و قومیت است.
اسلام زاده چند بار به کشور افغانستان سفر کرد تا سرانجام موفق شد اجازه حضور بین این گروه را پیدا کرد و ۱۵ روز در میان طالبان زندگی کرد.
وی با مقام‌های ولایتی طالبان در استان «هلمند» مصاحبه کرده‌است وی همچنین با یکی از اعضای شورای رهبری و چند نفر از وزرای طالبان از جمله رئیس کمیسیون اقتصادی، رئیس کمیسیون نظامی و معاون کمیسیون فرهنگی که همه از مسئولان امارتی طالبان بودند، مصاحبه کرده‌است.

## جوایز
این مستند برای اولین بار در نهمین دوره جشنواره بین‌المللی سینما حقیقت روی پرده رفت و در بخش مستند نیمه‌بلند، تندیس شهید آوینی را از آن خود کرد.
همچنین این مستند برنده بهترین فیلم بخش مستند دوازدهمین دوره جشنواره بین‌المللی فیلم ماربیا گردید.
فانوس طلایی ششمین جشنواره مردمی فیلم عمار در بخش مستند به این مستند تعلق گرفت.
همچنین این مستند برنده دیپلم افتخار از جشنواره فیلم‌های پلیسی مسکو شده‌است.
این مستند در سال ۲۰۱۷ برابر اعلام نظر هیئت داوران، متشکل از مارگریت روریسون، شیلا ویلسون و دنی لونتال جایزه بهترین فیلم بلند مستند را در
جشنواره بین‌المللی فیلم آتن دریافت کرد.
این مستند همچنین در بخش مسابقه جشنواره فیلم آسیا پاسیفیک ۲۰۱۶، حقوق بشر میلان ایتالیا ۲۰۱۷ ، اسماعیلیه مصر ۲۰۱۷ ، تین لاین ایالت تگزاس امریکا ۲۰۱۷ حضور داشته است.